# بيت غوبر (الحيمة الخارجية)

تعديل مصدري - تعديل

بيت غوبر هي إحدى قرى عزلة المخلاف بمديرية الحيمة الخارجية التابعة لمحافظة صنعاء، بلغ تعداد سكانها 660 نسمة حسب تعداد اليمن لعام 2004.